# فاکتور رشد اندوتلیال عروقی

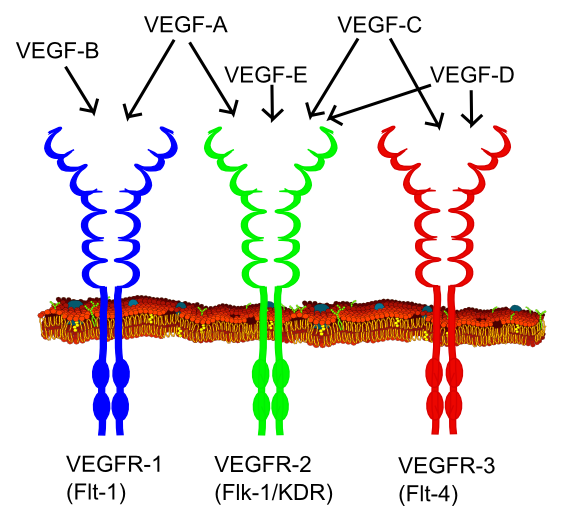
گیرنده ها و لیگاندهای VEGF

فاکتور رشد اندوتلیال عروقی، (به انگلیسی: Vascular endothelial growth factor) یا وی‌ای‌جی‌اف (وی‌ای‌جی‌اف) یکی از سیتوکین‌ها با ساختاری پروتئینی است. این پروتئین‌ها در رشد و دگرگشت (متابولیسم) سلول‌های زیادی دخیل هستند.

## کارکرد
این عامل در رشد و ایجاد رگ‌های جدید (آنژیوژنز) مؤثر است. سطح خونی وی‌ای‌جی‌اف در آسم و دیابت بالاست.

## درمان ضد فاکتور رشد اندوتلیال عروقی
درمان ضد فاکتور رشد اندوتلیال عروقی یا درمان آنتی-وی‌ای‌جی‌اف (Anti-VEGF) یا داروی آنتی-وی‌ای‌جی‌اف، استفاده از دارویی است که سبب سد کردن عملکرد فاکتور رشد اندوتلیال عروقی می‌شود. از این دارو در درمان سرطان و بیماری دژنراسیون وابسته به سن ماکولا استفاده شده است. این داروها شامل پادتن‌های مونوکلونالی مانند bevacizumab پادتن‌های مشتق شده همانند ranibizumab یا مولکول‌های خوراکی در دسترس که تیروزین کیناز تحریک شده به واسطهٔ وی‌ای‌جی‌اف را مهار می‌کنند: lapatinib, sunitinib, sorafenib, axitinib, pazopanib (بعضی از این داروها به جای وی‌ای‌جی‌اف، رسپتورهای آنها را مورد هدف قرار می‌دهند)
THC و Cannabidiol هر دو VEGF را مهار کرده و سبب کاهش رشد گلیوما می‌شوند.
هر دو ترکیب مبتنی بر آنتی بادی تجاری هستند. سه ترکیب اول خوراکی موجود نیز تجاری هستند. دو تا آخر در آزمایش‌های بالینی قرار دارند.
Bergers , Hanahan در سال ۲۰۰۸ به این نتیجه رسیدند که داروهای آنتی-وی‌ای‌جی‌اف در نمونه‌های سرطانی موش‌ها و تعداد فزاینده‌ای از سرطان‌های بشر می‌تواند اثرات درمانی را نشان دهد. اما این تأثیرات با ترمیم و پیشرفت رشد تومورها، در بهترین حالت گذرا هستند.
مطالعات بعدی در پیامد استفاده از مهارکننده‌های آنتی-وی‌ای‌جی‌اف نشان داد که گرچه آنها می‌توانند سبب کاهش رشد تومورهای ابتدایی شود، اما مهارکننده‌های وی‌ای‌جی‌اف همزمان می‌تواند به ترویج تهاجم و متاستاز تومور، منجر شود.
AZ2171(cediranib) یک مهار کنندهٔ تیروزین کیناز چندهدفه است که با کاهش نفوذپذیری و کمک به عادی‌سازی رگ‌ها اثرات ضد ادم دارد.
Cochrane Systematic Review در سال ۲۰۱۴، اثرات ranibizumab و pegaptanib را بر روی بیماران مبتلا به ادم ماکولا ناشی از انسداد سیاهرگ مرکزی شبکیه را مورد مطالعه قرار داد. بیماران مشارکت کننده در هر دو گروه درمانی پس از ۶ ماه، بهبودی در حدت بینایی و کاهش در علائم ادم ماکولا را نشان دادند.